# Lijst van Pruisische ministers van Sociale Zaken
Dit is een lijst van ministers van Sociale Zaken van Pruisen.
- 1919-1921: Adam Stegerwald
- 1921-1932: Heinrich Hirtsiefer (Zentrum)
- 1932: Adolf Scheidt (rijkscommissaris)